# Vic Fangio
Victor John „Vic“ Fangio (* 22. August 1958 in Dunmore, Pennsylvania) ist ein US-amerikanischer Trainer im American Football. Aktuell ist er der Defensive Coordinator der Philadelphia Eagles. Er war Head Coach der Denver Broncos in der National Football League (NFL). Zuvor war er bei verschiedenen anderen NFL-Teams, unter anderem den San Francisco 49ers und den Chicago Bears, als Defensive Coordinator tätig gewesen.

## Leben
Fangio spielte auf der Position des Safety an der Dunmore High School in seiner Heimatstadt. Dort begann er im Alter von 21 Jahren auch mit dem Football-Coaching.

## Trainerkarriere in der NFL

### Frühe Stationen
Nachdem Fangio von 1986 bis 1995 für die Linebacker der New Orleans Saints zuständig war, wurde er 1995 Defensive Coordinator der Carolina Panthers. Ab 1999 bekleidete er das gleiche Amt bei den Indianapolis Colts, ab 2002 bei den Houston Texans. Zwischen 2006 und 2009 war er für die Linebacker der Baltimore Ravens verantwortlich. Es folgte ein einjähriger Abstecher in den College Football.

### San Francisco 49ers
2011 ging Fangio gemeinsam mit Jim Harbaugh zu den San Francisco 49ers, wo er wieder als Defensive Coordinator tätig war. Er hatte dieses Amt bis Ende 2014 inne. Nachdem die 49ers Fangio zur Saison 2015 nicht zu ihrem neuen Head Coach machten, verabschiedete er sich aus San Francisco.

### Chicago Bears
Zur Saison 2015 schloss sich Fangio den Chicago Bears an. Zunächst unter Head Coach John Fox, anschließend unter Head Coach Matt Nagy entwickelte sich die Defensive in der NFL zu einer der stärksten.

### Denver Broncos
Am 10. Januar 2019 verpflichteten die Denver Broncos Fangio als neuen Head Coach, nachdem Vance Joseph nach zwei Spielzeiten entlassen worden war. Es ist somit die erste Head-Coach-Position für Vic Fangio in seiner langen Trainerkarriere. Fangio unterzeichnete einen Vierjahresvertrag mit der Option auf ein weiteres Jahr. Seine erste Saison als Cheftrainer beendeten sie als zweite der AFC West mit sieben Siegen und neun Niederlagen. Nachdem die Broncos wie in seiner zweiten Saison auch in seiner dritten Saison Letzter in der AFC West mit sieben Siegen und zehn Niederlagen wurden, wurde Fangio nach dem letzten Spieltag entlassen.